# (32508) 2001 MR11
2001 MR11 (asteroide 32508) é um asteroide da cintura principal. Possui uma excentricidade de 0.31534660 e uma inclinação de 17.21167º.
Este asteroide foi descoberto no dia 19 de junho de 2001 por NEAT em Haleakala.